# Весело гробље
Весело гробље (рум. Cimitirul Veselје) је гробље које се налази у селу Сапанца (округ Марамуреш) у Румунији. Назив је добило по живописним бојама и духовитим песмама и цртежима на надгробним споменицима. Гробље је музеј на отвореном, споменик културе и једна од најпознатијих туристичких атракција у Румунији. 

## Настанак
Прастановници Румуније, Дачани, веровали су да је смрт догађај који са радошћу треба дочекати, јер је то пут у нови, вечни живот. Ово веровање проповедао је Залмоксис, бог међу трачким Дачанима и потпуно је супротно веровању заступљеном у остатку европске цивилизације. Тридесетих година 20. века, наивни уметник Стан Јоан Петраш рум. Stan Ioan Pătraș) (1908-1977), направио је први шарени споменик, у складу са веровањем да је смрт почетак новог, бољег живота и урезао у њега духовити епитаф. Становницима Сапанце се споменик допао, па су почели да поручују споменике управо код Петраша. Наредних деценија, број споменика се увећавао, па је средином шездесетих година износио преко 800. Гробље је постало чувено, а Петрашев рад, након његове смрти, наставио је његов ученик, Думитру Поп Тинку.

## Надгробни споменици
Споменици се праве од храстовог дрвета, које се ручно резбари. На врху споменика, изнад крста, обавезно се налази „кров“. На споменику се налазе цртежи са мотивима из живота покојника. Некада су то сцене везане за смрт покојника, а некада за његов карактер или неки важан догађај из живота. Ивице споменика украшавају се геометријским или биљним мотивима јарких боја. Сам споменик је специфичне плаве боје која симболише наду и слободу. Захваљујући употреби на овом гробљу, та нијанса плаве назива се и по имену села - „Сапанца плаво“. Обавезан део споменика је и песма, дужине од 7 до 17 стихова, писана у првом лицу, као да се покојник обраћа ономе ко чита. Песме су духовите, искрене, дирљиве и писане на локалном марамурешком дијалекту румунског.

## Занимљивости
- Весело гробље заузима друго место по броју туриста међу гробљима. Испред њега је само Долина краљева у Египту.
- Надгробни споменици сведоци су промена у начину живота. Док су раније на споменицима преовладавале слике покојника на коњима, данас је нормално да се покојник представи на трактору или у аутомобилу.
- Трајност боје једно је од највећих проблема ових споменика. Боја на споменицима би требало да се обнавља сваких 15 година.